# Корбел
Корбел (фр. Corbel) је насељено место у Француској у региону Рона-Алпи, у департману Савоја.
По подацима из 2011. године у општини је живело 128 становника, а густина насељености је износила 12,42 становника/km².

## Демографија
| 1962. | 1968. | 1975. | 1982. | 1990. | 2011. |
| ----- | ----- | ----- | ----- | ----- | ----- |
| 109   | 86    | 68    | 82    | 90    | 128   |